# Kan Kantathavorn
Kan Kantathavorn (tiếng Thái: กันต์ กันตถาวร, phiên âm: Can Can-ta-tha-von, sinh ngày 6 tháng 12 năm 1985) còn có nghệ danh là Fluke (ฟลุ๊ค, Bơ-lúc), là một diễn viên và người mẫu người Thái Lan. Anh còn biết đến qua vai trò MC của những chương trình ăn khách như I Can See Your Voice Thailand, The Mask Singer, 10 Fight 10, The Wall Song.

## Học vấn
Kan tốt nghiệp trường Bodindecha (Sing Singhaseni) School 2 và Đại học Chulalongkorn.

## Sự nghiệp
Anh xuất hiện lần đầu phim truyền hình dựa trên cuộc đời của Varayuth Milinthajinda, Dao Jarus Fa.s. Hiện anh là dẫn chương trình của Workpoint Entertainment.

## Các bộ phim đã từng tham gia

### Phim điện ảnh
| Films | Films                    | Films | Films               | Films |
| ----- | ------------------------ | ----- | ------------------- | ----- |
| Năm   | Tựa                      | Vai   | Đóng với            |       |
| 2017  | The Moment (Khoảnh khắc) | Karn  | Teo Yoo             |       |
| 2018  | 7 ngày yêu               | Tan   | Nittha Jirayungyurn |       |

### Phim truyền hình
| Phim | Phim                                                             | Phim                              | Phim         | Phim                    |
| ---- | ---------------------------------------------------------------- | --------------------------------- | ------------ | ----------------------- |
| Năm  | Tựa                                                              | Vai                               | Đài          | Đóng với                |
| 2008 | Dao Jarut Fah ดาวจรัสฟ้า                                           | Kaen                              | Channel 3    | None                    |
| 2009 | Buang Rai Pye Ruk บ่วงร้ายพ่ายรัก                                    | Chart                             | Channel 7    | Pimnipa Jittateeraroj   |
| 2010 | Tur Gub Kao Lae Ruk Kong Rao เธอกับเขาและรักของเรา                 | Chanon                            | Channel 7    |                         |
| 2011 | Ruk Mai Mee Wun Tay รักไม่มีวันตาย Tình yêu bất diệt                 | Ram                               | Channel 3    | Amika Bouher            |
| 2012 | Zeal 5 Kon Glah Tah Atam ศีล 5 คนกล้าท้าอธรรม                       | Sin                               | Channel 5    | Ratchawin Wongviriya    |
| 2012 | Pang Sanaeha ปางเสน่หา Định mệnh an bài                           | Petch Harnronnarong/Paul          | Channel 7    | Thikumporn Rittapinun   |
| 2012 | Ching Nang ชิงนาง Cuộc chiến giành tình yêu                       | Meka                              | Channel 7    | Pimnipa Jittateeraroj   |
| 2013 | Buang Barp บ่วงบาป                                                | Khun Wai                          | Channel 3    | Chermarn Boonyasak      |
| 2014 | Kularb Rai Kong Naai Tawan กุหลาบร้ายของนายตะวัน Bông hồng tình yêu | Tawan                             | Channel 7    | Davika Hoorne           |
| 2014 | Sanaeha Sunya Kaen เสน่หาสัญญาแค้น Ký ức tình thù                   | Nahkarin (Nahk)                   | Channel 3    | Sarunrat Visutthithada  |
| 2015 | Nang Chada นางชฎา Nàng Chada                                     | Techin                            | Channel 7    | Davika Hoorne           |
| 2015 | Lueat Tat Lueat เลือดตัดเลือด Huyết chiến sinh tử                   | Annawin (Win)                     | Channel 7    |                         |
| 2016 | Lah Dup Tawan ล่าดับตะวัน                                           | Pupha                             | Channel 8    | Amika Klinprathum       |
| 2016 | Raeng Chang แรงชัง                                                | Chong Chang/Khun Prat Chang Wanit | WorkpointTV  | Sahntaya Rogers         |
| 2017 | 7 Wun Jorng Wen Series 7 วันจองเวร 2                              | Kong                              | WorkpointTV  |                         |
| 2018 | Saw Noy Roy Hmor สาวน้อยร้อยหม้อ                                    | Pla-at Likit                      | WorkpointTV  | Thikamporn Ritta-apinan |
| 2019 | Kham Tob Samrab Sawan เทวดาตกสวรรค์ Lời hồi đáp tới thiên đường   | Add                               | OneHD        | Pimdao Panichsamai      |
| 2020 | Siang Ruk Nai Sai Fon เสียงรักในสายฝน Lời yêu trong mưa            | Porsche                           | Workpoint TV | Nachjaree Horvejkul     |

### Series
| Năm  | Tựa                                                                | Vai    | Đóng với           | Đài    |
| ---- | ------------------------------------------------------------------ | ------ | ------------------ | ------ |
| 2013 | Carabao The Series                                                 | Yod    |                    | CH9    |
| 2015 | Club Friday The Series 6: Pid Tee... Ruk Gern Pai                  | Pat    | Pimdao Panichsamai | GMM25  |
| 2016 | Patiharn The Series Seg 9: Letter from the Past / Jodmai Jak Adeed | Thanwa |                    | PPTV36 |

### Dẫn chương trình
MC của Workpoint TV
- Big Ben Show (2015)
- Bao Young Blood Season 2 (2016)
- I Can See Your Voice Thailand (2016–nay) (Giọng ải giọng ai)
- Fan Pan Tae Super Fan (2016–2017)
- Fan Pan Tae (2018)
- Bao Young Blood Season 3 (2017)
- The Mask Singer (Mặt nạ ngôi sao)
  - Season 1 (2016–2017)
  - Season 2 (2017)
  - Season 3 (2017–2018)
  - Season 4 (2018)
  - Project A (2018)
  - Line Thai (2018–2019)
- Diva Makeover (2017–2018)
- 10 Fight 10 (2019–nay)
- The Wall Song (2020–nay) (Lạ lắm à nha)

## Đời tư
Ngày 8 tháng 12 năm 2018, anh kết hôn với "Ploy" Iyada Srimoontree - cô gái ngoài ngành giải trí hẹn hò 8 năm.

## Giải thưởng và đề cử
| Giải | Giải                              | Giải                              | Giải                                                         | Giải         |
| ---- | --------------------------------- | --------------------------------- | ------------------------------------------------------------ | ------------ |
| Năm  | Giải                              | Hạng mục                          | Đề cử                                                        | Kết quả      |
| 2009 | Top Awards                        | Male Rising Star                  |                                                              | Đề cử        |
| 2012 | Top Awards                        | Best Actor                        | Pang Sanaeha                                                 | Đề cử        |
| 2012 | Drama Awards                      | Best Leading Actor                | Pang Sanaeha                                                 | Đề cử        |
| 2012 | Drama Awards                      | Best Actor                        | Ching Nang                                                   | Đề cử        |
| 2012 | 27th TV Gold Awards               | Outstanding Actor                 | Ching Nang                                                   | Đề cử        |
| 2013 | 11th Komchatluek Awards           | Best Actor                        | Buang Barp                                                   | Đề cử        |
| 2016 | 21st Asian Television Awards      | Best Entertainment Presenter/Host | I Can See Your Voice Thailand                                | Đề cử        |
| 2017 | 8th Nataraj Awards                | Best Host                         | I Can See Your Voice Thailand                                | Đoạt giải    |
| 2017 | Maya Awards                       | Best Host                         | The Mask Singer                                              | Đoạt giải    |
| 2018 | Suphannahong National Film Awards | Best Leading Actor                | Ruk Kong Rao The Moment                                      | Chưa công bố |
| 2020 | 2020 LINE TV Awards               | Best Host                         | I Can See Your Voice Thailand /The Mask Singer / 10 Fight 10 | Đoạt giải    |